# Nicolás Peric

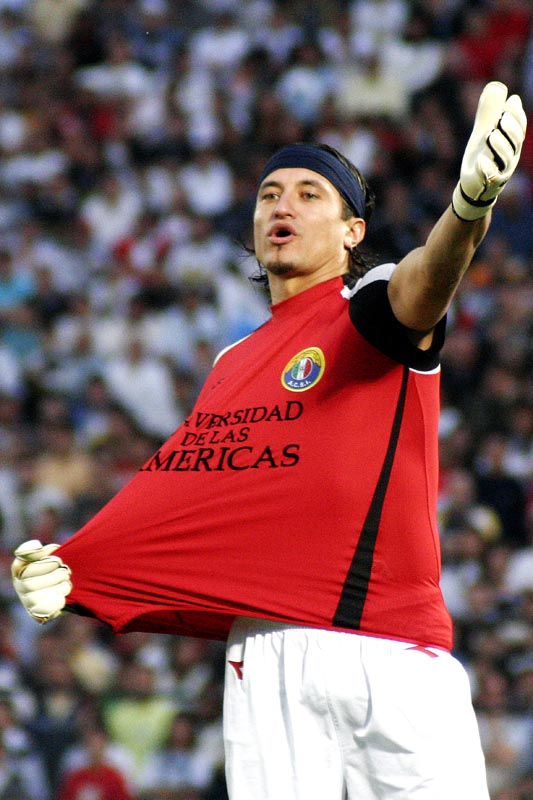
Nicolás Peric

Nicolás Peric (Chile, 19 de outubro de 1978), mais conhecido como  Loco Peric, é um futebolista chileno que atuou na posição de goleiro.
Mede 183 cm e pesa 80 kg. Seu clube atual é o Audax Italiano.